# Wilfried Weinke
Wilfried Weinke (* 22. Januar 1955 in Fockbek) ist ein deutscher Literaturwissenschaftler, Publizist und Kurator zeitgeschichtlicher Ausstellungen.

## Leben

### Ausbildung
Wilfried Weinke wuchs in Schleswig-Holstein auf. Nach dem Abitur an der Herderschule in Rendsburg und dem Zivildienst studierte er Germanistik, Geschichte, Politik und Pädagogik an der Universität Hamburg. Seine Ausbildung zum Gymnasiallehrer schloss er mit dem Zweiten Staatsexamen ab.

### Ausstellungen
Von 1986 bis 1988 beteiligte er sich als wissenschaftlicher Mitarbeiter im Museum für Hamburgische Geschichte an der Erstellung der Ausstellungen „Ehemals in Hamburg zu Hause: Jüdisches Leben am Grindel. Bornplatz-Synagoge und Talmud-Tora-Schule“ sowie „Wir sind die Kraft! Arbeiterbewegung in Hamburg von 1914 bis 1945“. Von 1989 bis 1991 wirkte Weinke maßgeblich an dem Aufbau des Hamburger Schulmuseums mit.

### Jüdische Biografien
Die Ausstellung zum jüdischen Leben am Grindel wurde zunächst 1986/87 in Hamburg und 1987/88 in der Gedenkstätte Yad Vashem in Jerusalem gezeigt. Weinke erweiterte gemeinsam mit Ursula Wamser die Materialgrundlage der Ausstellung um ausgewählte Biografien, insbesondere zu Menschen jüdischer Herkunft, die sich am Widerstand gegen die Nationalsozialisten beteiligt hatten. Als das Buch unter dem Titel „Ehemals in Hamburg zu Hause. Jüdisches Leben am Grindel“ erschien und die Senatskanzlei Hamburg es ehemaligen jüdischen Bürgern Hamburgs als Geschenk sandte, wandten sich zahlreiche Überlebende und deren Nachfahren an die Herausgeber, um weitere Erinnerungen und Dokumente weiterzugeben oder um Hilfe bei der eigenen Spurensuche zu erhalten.
Zu ihnen zählte auch die in Hamburg geborene und in Kalifornien lebende Lucille Eichengreen (1925–2020). Für die von Ursula Wamser übersetzten Lebenserinnerungen Lucille Eichengreens vermittelte Weinke einen Hamburger Verlag, in dem diese bemerkenswerte Lebensgeschichte einer Überlebenden der deutschen Judenverfolgung erstmals erschien.
Er organisierte und moderierte für Lucille Eichengreen über mehrere Jahre Lesereisen, die sie in zahlreiche Hamburger Schulen, Hochschulen und öffentliche Podiumsveranstaltungen führten. Anlässlich ihres 90. Geburtstages gab er die Publikation „Ich kann nicht vergessen und nicht vergeben. Festschrift für Lucille Eichengreen“ mitheraus.
Intensive Recherchen zu dem jahrelang in Hamburg, später in Frankfurt am Main lebenden Autor Arthur Sakheim sowie der persönliche Kontakt zu seinem in den USA lebenden Sohn George ermöglichten im Sommer 2007 die von Weinke kuratierte Ausstellung „Profundes Wissen und brennende Liebe. Der Theaterkritiker, Schriftsteller und Dramaturg Arthur Sakheim (1884–1931)“ in der Staats- und Universitätsbibliothek Hamburg – Carl von Ossietzky.

### Exilliteratur
Seit 1991 freiberuflich tätig, veröffentlichte Weinke zur deutsch-jüdischen Geschichte Hamburgs, zur Exilliteratur und Fotografie im Exil. Langjährige Recherchen zu dem Hamburger Autor Heinz Liepman mündeten in der von ihm kuratierten Ausstellung „Heinz Liepman. Schriftsteller, Journalist, Emigrant, Remigrant“, die 2006 im Erich Maria Remarque-Friedenszentrum in Osnabrück. und anschließend in der Finanzbehörde Hamburg gezeigt wurde. Seine Nachforschungen zu Liepman schloss Weinke 2015 mit einer Promotion an der Universität Hamburg ab, die 2017 unter dem Titel „Ich werde vielleicht später einmal Einfluß zu gewinnen suchen… Der Schriftsteller und Journalist Heinz Liepman (1905–1966) - Eine biografische Rekonstruktion“. als Buch erschien.

### Publizist und Ausstellungskurator
Von 1994 bis 2002 konzipierte und leitete er im Internationalen Haus Sonnenberg, St. Andreasberg/Oberharz, Erwachsenenbildungsseminare zur deutsch-jüdischen Geschichte und Literatur. Diesen Interessensgebieten gelten auch seine Veröffentlichungen in wissenschaftlichen Werken, Lexika, Jahrbüchern wie Zeitungen. Seit 1993 publizierte er im New Yorker „Aufbau“, der „Allgemeinen Jüdischen Wochenzeitung“, später „Jüdische Allgemeine“, Berlin. Von 1996 bis 2011 war er regelmäßiger Beiträger der „Tribüne - Zeitschrift zum Verständnis des Judentums“ in Frankfurt.
Artikel und Buchrezensionen erschienen ebenfalls in „Aus dem Antiquariat“, Frankfurt, der „tageszeitung“, Hamburg und Berlin, der Wochenzeitung „Die Zeit“ sowie „Tachles“, Zürich. Neben seiner Rezensionstätigkeit hält er Vorträge auf wissenschaftlichen Tagungen, bei Ausstellungseröffnungen, Erinnerungsveranstaltungen wie den „Tagen des Exils“ in Hamburg oder bei der Verlegung von Stolpersteinen.
In enger Kooperation mit Vincent C. Frank Steiner, Sohn des gebürtigen Mainzer Autors Rudolf Frank, entwickelte Weinke die Ausstellung „...ein sehr lebhaftes Vielerlei. Der Theatermann und Schriftsteller Rudolf Frank.“, die zwischen 2010 und 2013 zuerst in der Deutschen Nationalbibliothek in Frankfurt am Main, sodann in der Justus-Liebig-Universität Gießen, der Universitätsbibliothek Basel; dem Rathaus der Stadt Mainz sowie in der Staatsbibliothek zu Berlin – Preußischer Kulturbesitz präsentiert wurde. Weinkes Forschungen zur Exilliteratur fanden Widerhall in seiner Ausstellung „Wo man Bücher verbrennt... Verbrannte Bücher, verbannte und ermordete Autoren Hamburgs“ sowie dem gleichnamigen Katalogband. Erster Ausstellungsort war 2013 die Staats- und Universitätsbibliothek Hamburg - Carl von Ossietzky, 2015 das Audimax der Universität Hamburg.

### Emigrierte Fotografen
Aus der Beschäftigung mit emigrierten Fotografinnen und Fotografen sowie mit der Fotogeschichte Hamburgs entstand die Ausstellung „Verdrängt, vertrieben, aber nicht vergessen.“ Die Fotografen Emil Bieber, Max Halberstadt, Erich Kastan, Kurt Schallenberg, die 2004 im Altonaer Museum/ Norddeutsches Landesmuseum, Hamburg, und im Anschluss im Jüdischen Museum in Frankfurt am Main. gezeigt wurde. Durch Kontakt zur Familie des nach Südafrika emigrierten Fotografen Max Halberstadt und Archivrecherchen konnte Weinke 2021 die von ihm kuratierte Ausstellung „Der Fotograf Max Halberstadt. ‚… eine künstlerische Persönlichkeit‘“ im Museum für Hamburgische Geschichte eröffnen, eine Ausstellung, die nicht nur regional große Beachtung fand.
Weinke ist Mitglied in der Gesellschaft für Exilforschung, dem Research Centre for German and Austrian Exile Studies, London, dem Verein für Hamburgische Geschichte, der „Hamburger Gesellschaft für jüdische Genealogie“ sowie der Freunde des Museums der Arbeit, Hamburg.
Weinke lebt gemeinsam mit seiner Frau Ursula Wamser in Schleswig-Holstein.

## Veröffentlichungen (Auswahl)
- Heinz Liepman (1905–1966). In: Bibliographien. Schriftsteller, Publizisten und Literaturwissenschaftler in den USA (= John M. Spalek, Konrad Feilchenfeldt und Sandra H. Hawrylchak [Hrsg.]: Deutschsprachige Exilliteratur seit 1933. Band 4). Teil 2, H-M. de Gruyter Saur, Bern und München 1994, DNB 941533018, S. 1091–1102.
- The Persecution of Jewish Lawyers in Hamburg. A Case Study: Max Eichholz and Herbert Michaelis. In: Leo Baeck Institute Year Book. Vol. XLII, 1997, London 1997, p. 221 - 237.
- Ein deutscher Jude denkt über Deutschland nach. Der Schriftsteller und Journalist Heinz Liepman, sein Wirken in Hamburg und seine Auseinandersetzung mit Antisemitismus und Philosemitismus in Deutschland nach 1945. In: Zeitschrift des Vereins für Hamburgische Geschichte. Band 85, 1999, S. 183–206 (uni-hamburg.de).
- … im Herzen Australiens, wo die Savanne aufhört und die Wüste beginnt. Deutsch-jüdische Emigranten, nach England geflohen, in Australien interniert. In: German-speaking Exiles in Great-Britain. The Yearbook of the Research Centre for German and Austrian Exile Studies, Vol. 2, Amsterdam/Atlanta 2000, S. 231–258.
- Deutschland, Deutschland… über alles? Antisemitismus, Rechtsradikalismus und Fremdenfeindlichkeit nach 1945. In: Tribüne. Zeitschrift zum Verständnis des Judentums. Band 41, Nr. 161, 2002, ISSN 0041-2716, S. 130–151.
- England find ich gut! Facetten aus Leben und Werk des Autors Robert Muller. In: Refugees from the Third Reich in Britain. The Yearbook of the Research Centre for German and Austrian Exile Studies, Vol. 4, Amsterdam/New York 2002, S. 43–72.
- Ruth Liepman: Anwältin und Agentin der Autoren. In: exilforschung. Ein internationales Jahrbuch. Band 22, 2004, ISSN 0175-3347, S. 237–247.
- Auschwitz – und wir. In: Tribüne Zeitschrift zum Verständnis des Judentums. Band 43, Nr. 172, 2004, ISSN 0041-2716, S. 183–201.
- Jakob Loewenberg, Jude und Deutscher. Zu seinem 150. Geburtstag (9. März). In: Tribüne. Zeitschrift zum Verständnis des Judentums. Band 45, Nr. 177, 2006, ISSN 0041-2716, S. 179–187.
- Raubkunst. Zum deutschen Umgang mit enteigneter Kunst. In: Tribüne. Zeitschrift zum Verständnis des Judentums. Band 46, Nr. 181, 2009, ISSN 0041-2716, S. 120–126.
- „Verliebt in Zürich“. Der Schriftsteller Heinz Liepman und seine „zweite Emigration“. In: Hajo Jahn (Hrsg.): „Wo soll ich hin?“ Zuflucht Zürich – Fluchtpunkt Poesie (= Else-Lasker-Schüler-Almanach. Band 8). Peter Hammer Verlag, Wuppertal 2007, ISBN 978-3-7795-0158-9, S. 89–102.
- „Heimat ist da, wo die Freunde leben.“ Die Schauspiellehrerin Mira Rostova. In: Germaine Goetzinger, Inge Hansen-Schaberg (Hrsg.): Bretterwelten. Frauen auf, vor und hinter der Bühne. ed. text + kritik, München 2008, ISBN 978-3-88377-956-0, S. 91–104.
- „...what the word liberty means to me now.“ Harry Lipstadt’s Imprisonment and Escape from Hamburg. In: Leo Baeck Institute Year Book 2008, LIII, London 2008, S. 215–239.
- „Wie Keime und Samen der Freiheit wehen sie über die Grenzen“. Hamburger Autorinnen und Autoren im Exil. In: Das literarische Feld in Hamburg 1933–1945 (= Schriften zur Literaturgeschichte. Band 16). Dr. Kovac, Hamburg 2012, ISBN 978-3-8300-6077-2, S. 189–210.
- „… was in Hamburg kulturell passierte, das ging uns irgendwie durchs Haus“. Die Gründung der Literaturagentur Liepman und der publizistische Neubeginn ihres Namenspatrons. In: Melanie Mergler, Hans-Ulrich Wagner, Hans-Gerd Winter (Hrsg.): „Hamburg, das ist mehr als ein Haufen Steine“ Das kulturelle Feld in der Metropolregion Hamburg 1945–1955. Thelem, Dresden 2014, ISBN 978-3-945363-01-0, S. 120–133.
- „… ein sehr lebhaftes Vielerlei“. Der Theatermann und Schriftsteller Rudolf Frank als Thema einer Ausstellung. In: Lutz Winckler, Ursula Jäcker und Cornelia Kosmol (Hrsg.): Geschichten erzählen als Lebenshilfe - Beiträge zum literarischen und künstlerischen Werk Rudolf Franks (= Staatsbibliothek zu Berlin - PK [Hrsg.]: Beiträge der Staatsbibliothek. Band 49). Staatsbibliothek zu Berlin - Preußischer Kulturbesitz, Berlin 2015, ISBN 978-3-88053-205-2, S. 96–111.
- „It is the spaces between the notes that give the sound.“ Von Hamburg über London, New York nach Australien: Der Fotograf Francis Reiss. In: Marian Malet, Rachel Dickson, Sarah Mac Dougall, Anny Nyburg (Ed.), Applied Arts in British Exile from 1933. Changing Visual and Material Culture. Leiden, Boston 2019, S. 107-131 (The Yearbook of the Research Centre for German and Austrian Exile Studies, Vol. 19).

### Monographien
- Hamburg – Luftbilder von gestern und heute – Eine Gegenüberstellung. Landesmedienzentrum Hamburg (Hg.) Gudensberg-Gleichen 1998, ISBN 978-3-86134-467-4.
- Landesmedienzentrum Hamburg (Hg.): Hamburg in den 30er Jahren. Weingarten 1999, ISBN 978-3-8170-2524-4, (Vorwort)
- Verdrängt, vertrieben, aber nicht vergessen. Die Fotografen Emil Bieber, Max Halberstadt, Erich Kastan und Kurt Schallenberg. Weingarten 2003, ISBN 978-3-8170-2546-6, S. 303
- „Ich werde vielleicht später einmal Einfluß zu gewinnen suchen. Der Schriftsteller und Journalist Heinz Liepman (1905–1966).“ Eine biografische Rekonstruktion. Göttingen 2017, ISBN 978-3-8471-0648-7, S. 716
- Der Fotograf Max Halberstadt. Eine künstlerisch begabte Persönlichkeit. Hrsg.: Uwe Franzen, Wilfried Weinke. Hirmer, München 2025, ISBN 978-3-7774-4498-7, S. 320 (Übersetzung: Ursula Wamser, Paula Vellet, Mark Spangenthal).

### Als Herausgeber
- mit Ulrich Bauche, Ludwig Eiber, Ursula Wamser: Wir sind die Kraft! Arbeiterbewegung in Hamburg von den Anfängen bis 1945. Katalogbuch zu Ausstellungen des Museums für Hamburgische Geschichte, VSA-Verlag, Hamburg 1988, ISBN 3-87975-355-5.
- mit Ursula Wamser: Ehemals in Hamburg zu Hause. Jüdisches Leben am Grindel. VSA-Verlag, Hamburg 1991, ISBN 978-3-87975-526-4.
- mit Ursula Wamser: Eine verschwundene Welt. Jüdisches Leben am Grindel, Zu Klampen, Springe 2006, ISBN 978-3-934920-98-9.
- mit Ursula Wamser: Ich kann nicht vergessen und nicht vergeben. Festschrift für Lucille Eichengreen. Konkret Literatur-Verlag, Hamburg 2015, ISBN 978-3-89458-292-0.
- mit Uwe Franzen: Wo man Bücher verbrennt. Verbrannte Bücher, verbannte und ermordete Autoren Hamburgs. Ausstellungskatalog zur gleichnamigen Ausstellung in der Universitätsbibliothek vom 15. Mai 2013 bis zum 8. Mai 2013, Universität Hamburg 2013, ISBN 978-3-00-056388-1. (positive Rezension Kay Dohnke in Informationen zur Schleswig-Holsteinischen Zeitgeschichte Heft 57/58, Winter 2017, S. 222–225 PDF)
- Justin Steinfeld: Ein Mann liest Zeitung. Schöffling & Co, Frankfurt am Main 2020, ISBN 978-3-89561-068-4.
- Die Erinnerung wachhalten. Ulrich Bauche und sein Wirken in Hamburg, VSA-Verlag, Hamburg 2023, ISBN 978-3-96488-109-0.(positive Rezension durch Christoph Strupp von der Forschungsstelle für Zeitgeschichte in Hamburg) in[22]

## Auszeichnungen
- Oktober 2002: Verleihung der Ehrenurkunde des Institute of Contemporary History and Wiener Library, London, im Warburg-Haus, Hamburg
- Januar 2007: Verleihung des German Jewish Community History Award im Abgeordnetenhaus, Berlin.